# Boletín Oficial de la Provincia de Albacete
El Boletín Oficial de la Provincia de Albacete es el diario oficial de la provincia española de Albacete. Está dedicado a la publicación de las disposiciones y actos de inserción obligatoria. Su edición, impresión, publicación y difusión está encomendada, en régimen de descentralización funcional, al Servicio de Publicaciones de la Diputación de Albacete, con sede en la ciudad de Albacete.

## Historia
El Boletín Oficial de Albacete nació en 1833  con la configuración de la provincia de Albacete. Fue el primer periódico de la provincia de Albacete, cubriendo la información territorial hasta que en 1841 aparecieron nuevos periódicos. En un primer momento cubría noticias más allá de la vida oficial de la provincia.

### Denominaciones
El boletín vio la luz con el nombre de Boletín Oficial de Albacete. Recibió el nombre de Boletín de la provincia de Albacete en 1834, de nuevo Boletín Oficial de Albacete entre 1835 y 1839, y Boletín Oficial de la provincia de Albacete desde 1840 hasta nuestros días.

### Periodicidad
Tuvo una periodicidad trisemanal en 1834, bisemanal entre 1835 y 1842 y nuevamente trisemanal a partir de 1843 (lunes, miércoles y viernes).